# IMCO Österreichische Feuerzeug- und Metallwarenfabrik
Die IMCO Österreichische Feuerzeug- und Metallwarenfabrik, ehemals Österreichische Knopf- und Metallwarenfabrik Julius Meister & Co., war ein metallverarbeitendes Unternehmen aus (zuletzt) Tribuswinkel, das bis 2012 hauptsächlich Feuerzeuge herstellte.
Nach Schließung von IMCO im Jahr 2012 erwarb die japanische Firma Windmill den Markennamen; am ehemaligen Unternehmensstandort in Tribuswinkel stellt heute die Firma CI-Clip Büroklammern her. Zuletzt war IMCO neben  Ronson in den USA der älteste existierende Feuerzeughersteller der Welt.

## Geschichte
1907 gründete Julius Meister in der Geblergasse in Wien-Hernals die Österreichische Knopf- und Metallwarenfabrik Julius Meister & Co., aus den Initialen wurde der Markenname IMCO gebildet. Gefertigt wurden zunächst vorwiegend Knöpfe für den militärischen Bedarf. Nach dem Ersten Weltkrieg endete die Nachfrage dafür und so verlegte sich IMCO ab 1918 auf die Herstellung von Feuerzeugen, zunächst aus ausgeschossenen Patronenhülsen. Die Formen der frühen IMCO-Feuerzeuge lassen die Urform der Patrone noch erkennen. Das erste IMCO Feuerzeug wurde 1918–1919 entwickelt und 1922 das erste Patent Nr. 89538 angemeldet. Seitdem wurden ca. 70 verschiedene Feuerzeuge entwickelt und weltweit vermarktet. Zum Anfang des 20. Jahrhunderts war die österreichische Feuerzeugindustrie führend, da auch der Zündstein (sog. Auermetall) vom Österreicher Carl Auer von Welsbach erfunden wurde.
1926 übernahm Bernhard Silberkopf, bereits seit März 1911 Gesellschafter des Unternehmens, die Firmenleitung. Sein Sohn Hanns (* 1890) wurde Gesellschafter. 1928 erfolgte der Umzug in die Seitenberggasse nach Wien-Ottakring. Im Jahr 1931 wurde Silberkopf alleiniger Inhaber des Unternehmens, das er nach seinem Tod im Jahr 1935 seinem Sohn Hanns vermachte. Nach dem Anschluss Österreichs nahm sich Hanns Silberkopf, selbst jüdischer Abstammung, am 13. April 1938 aus Angst vor Repressionen der Nationalsozialisten das Leben und vermachte die Firma seinen Mitarbeitern. Alfred Racek und Johann Raganitsch wurden neue Inhaber des Unternehmens.
1936 kam das Benzinfeuerzeug TRIPLEX Super auf den Markt, das ein großer Verkaufserfolg wurde. Mitte der 50er Jahre wurde die Benzinfeuerzeugreihe technisch verbessert und um die Modelle Junior und Streamline erweitert. Die Fertigung wurde in den 1960er Jahren wegen der beginnenden Produktion von Reibrad- und Piezo Kunststofffeuerzeugen mit Gas von Wien nach Tribuswinkel bei Baden verlegt. Besonders etablierte sich IMCO mit Schrägflammenfeuerzeugen für Pfeifenraucher am Markt. Bis 2012 wurde dazu noch eine Linie mit hochwertigen Designfeuerzeugen und Stabanzündern entwickelt.
1965 verließ Johann Raganitsch das Unternehmen und erhielt eine Abfindung in der Höhe von 65 Millionen Schilling, Alfred Racek leitete IMCO bis zum Verkauf an die Familie Haas im Jahr 1988 weiter. Bis zu seiner Schließung im Jahr 2012 produzierte die IMCO Österreichische Feuerzeug- und Metallwarenfabrik GmbH über eine halbe Milliarde Feuerzeuge, die weltweit verkauft wurden. Am ehemaligen Unternehmensstandort in Tribuswinkel stellt heute die Firma CI-Clip Büroklammern her, die über die ehemalige IMCO-Homepage vertrieben werden. Die japanische Firma Tsuge seisakusho erwarb 2013 den Markennamen und die Rechte zur Produktion von IMCO Feuerzeugen und stellt nun Reprint-Editionen her, die baugleich mit den Triplex-Modellen sind.

## Produkte

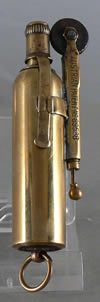
Das Imco IFA Patent Nr. 89538

### IFA („IMCO Feuerzeuge Austria“)

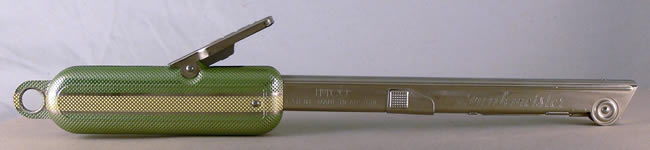
Das Imco 6000 Funkmeister

Das Feuerzeug IFA („IMCO Feuerzeuge Austria“) war eines der ersten Produkte im Feuerzeugbereich des Unternehmens. Es wurde in den 20er Jahren in großen Stückzahlen produziert und exportiert. Die Anfänge der Produktion aus Messingpatronenhülsen sind noch deutlich sichtbar. Trotzdem war es durch den patentierten Windschutz und die integrierte Abdeckung schon sehr zuverlässig und legte so den Grundstein für den späteren Unternehmenserfolg von IMCO.

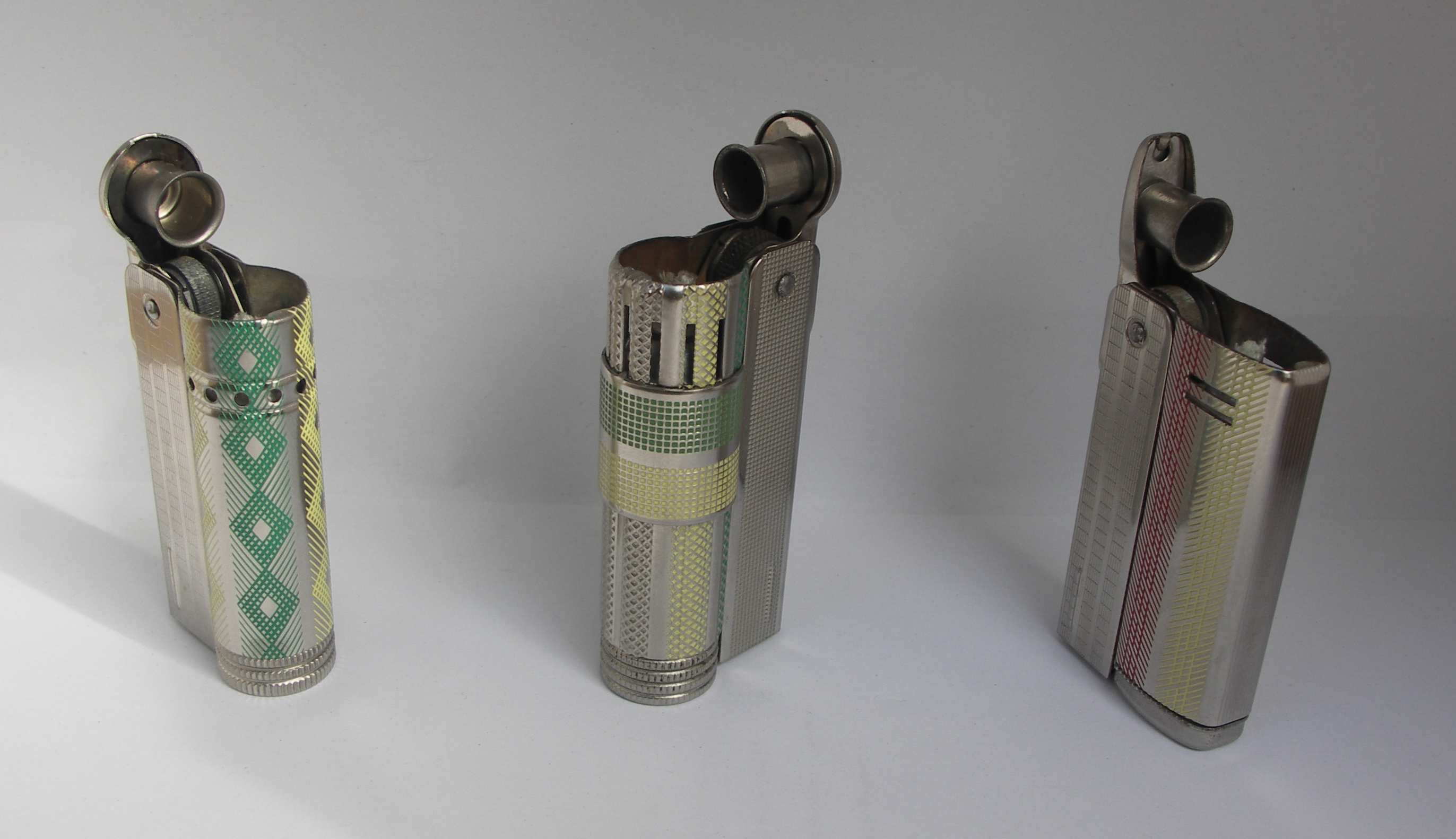
Imco Triplex Junior (links), Imco Triplex Super (mitte), Imco Streamline (rechts)

### IMCO Triplex JUNIOR, Super und STREAMLINE
Die IMCO Benzinfeuerzeuge JUNIOR, SUPER und STREAMLINE bildeten bis 2012 das Herzstück der IMCO Produktion. Die jahrzehntelange Erfahrung mit der Entwicklung und dem Bau von Feuerzeugen wird sichtbar, wenn man die ausgereifte Technik der IMCO Benzinfeuerzeuge betrachtet. Bereits 1936 wurde das Feuerzeug TRIPLEX als erstes halbautomatisches Feuerzeug vorgestellt, bei dem sich die Flamme bereits bei der Öffnung der Kappe entzündet. Nach einer kleinen technischen Verbesserung 1955 stellte dieses Feuerzeug bis 2012 die Basis für die Benzinfeuerzeuge von IMCO dar. Wie in den Anfängen in den 30er Jahren wurden die IMCO-Benzinfeuerzeuge bis zuletzt aus hochwertigem Stahl gefertigt. Die bauartbedingt getrennte Zuführung von Feuerstein und Brennstoff hatte den Vorteil, dass während des Ersetzens des Feuersteins weder Benzin verdunsten kann, noch Werkzeug hierfür benötigt wird und daher auch keine Kleinteile verloren gehen können.

### IMCO Gasanzünder 6200
Der IMCO Gasanzünder 6200 wurde 1952 zum Anzünden von schon damals sehr weit verbreiteten Gasherden entwickelt. Heute haben Gasherde in der Regel integrierte piezoelektrische Anzünder, wodurch separate Anzünder, die nur Funken erzeugen, kaum noch nachgefragt werden.

### RADIUS, SMART
Die Produktreihe Designline startete im Jahr 2006. Top-Produkt war das aus vollem Aluminium gefräste Stabfeuerzeug RADIUS, gefolgt vom aus gebürstetem Stahl hergestellten SMART. Sie verfügten – wie alle elektronischen IMCO Feuerzeuge – über eine Piezo-Zündung.

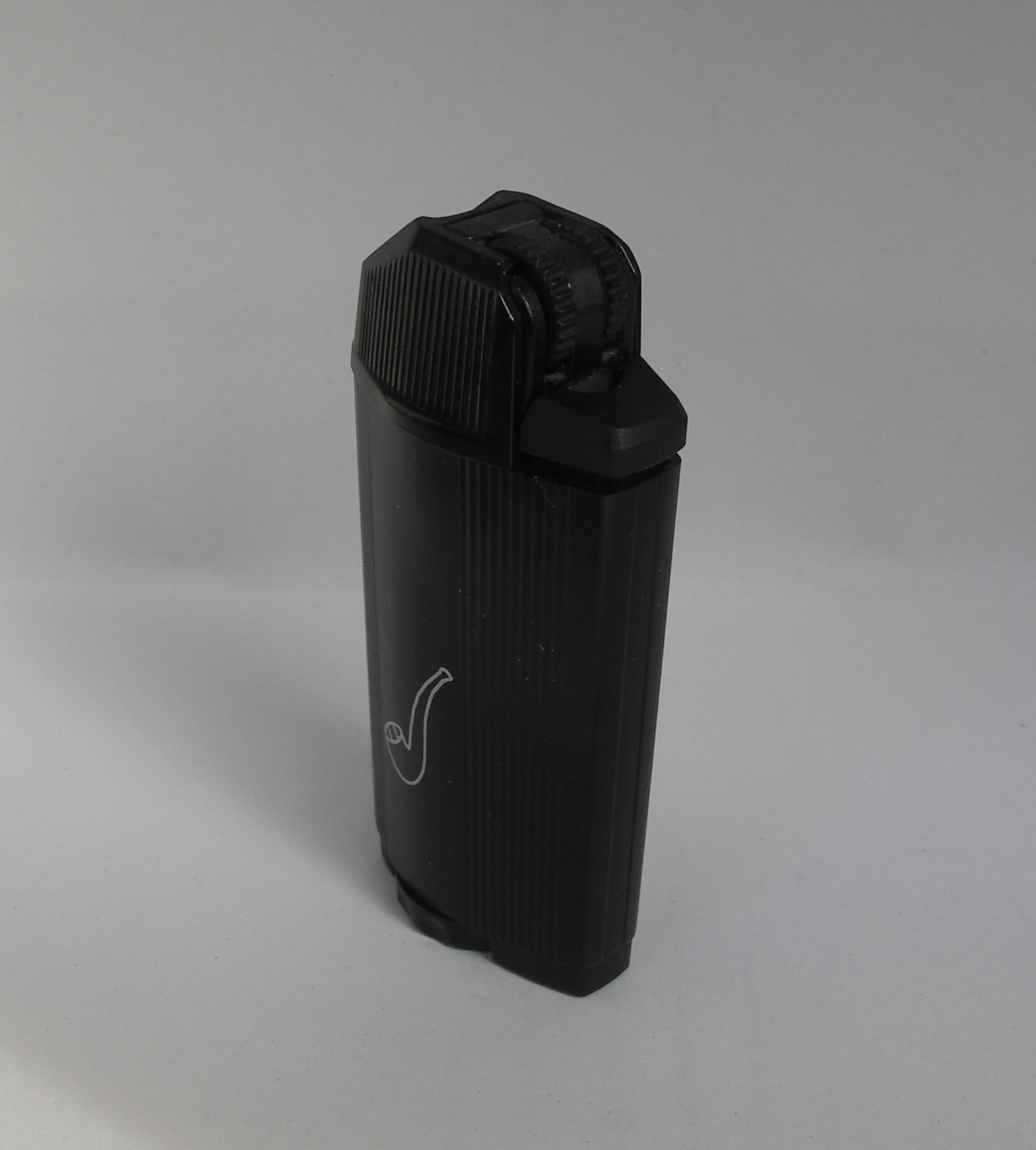
Imco G77-R

### G11 TORNADO

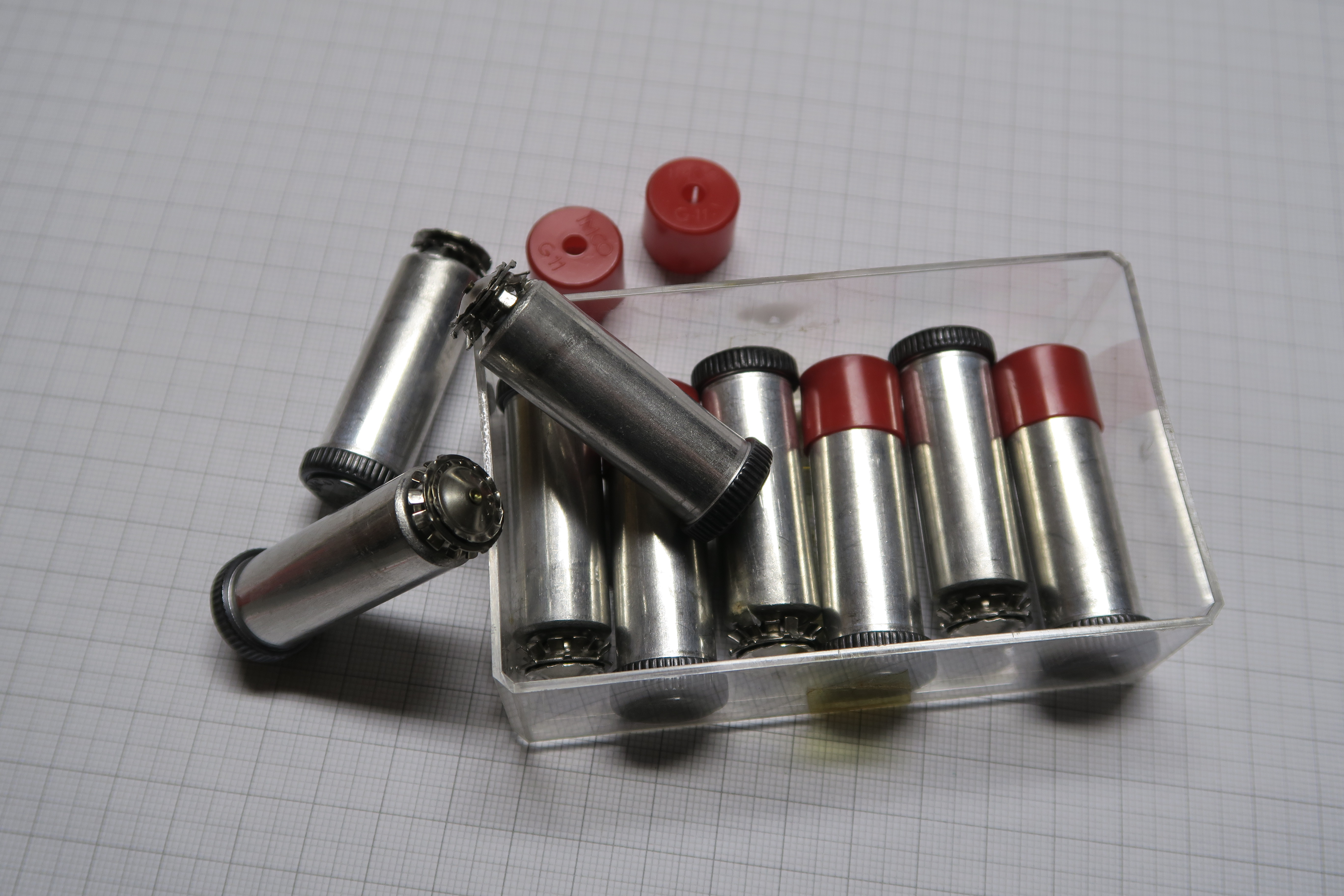
Imco G11 Gasfüllung

Das G11 TORNADO wurde als erstes IMCO Gasfeuerzeug in den 60er Jahren entwickelt. Das Feuerzeug kombinierte die Technik und das Aussehen der IMCO Benzinfeuerzeuge mit einem Gasbrenner. Das Feuerzeug war ein großer Erfolg und wurde in großer Stückzahl über viele Jahre gebaut.

### G55, G77, CHIC4PIPE
Alle IMCO Pfeifenfeuerzeuge verfügten über eine schräge Flamme, mit der man gefahrlos Pfeifen zünden konnte. Die Feuerzeuge verfügten zudem über einen eingebauten Ersatzfeuerstein und die Gasinhaltskontrolle im Tankboden oder ein eingebautes Raucherbesteck bei Feuerzeugen der Reihe CHIC4PIPE.

## Qualität und Sicherheit
Alle Feuerzeuge von IMCO erfüllten alle ISO 9994 Standards und wurden als „semi-luxury“ eingestuft. Das bedeutete, dass nach den europäischen Bestimmungen keine Kindersicherung notwendig war. IMCO gewährte eine 10-jährige Garantie auf die Funktion.